# Freya albosignata
Freya albosignata är en spindelart som först beskrevs av Pickard-Cambridge F. 1901.  Freya albosignata ingår i släktet Freya och familjen hoppspindlar. Inga underarter finns listade i Catalogue of Life.